# Veblen (Dakota Południowa)
Veblen – miasto w Stanach Zjednoczonych, w stanie Dakota Południowa, w hrabstwie Marshall.